# Prunéřov (zámek)
Prunéřov je zcela zaniklý zámek ve stejnojmenné, a z větší části též zaniklé, vesnici v okrese Chomutov.

## Historie
Předchůdcem zámku byla renesanční tvrz postavená pravděpodobně Bohuslavem Felixem z Fictumu po roce 1590, kterému byl majetek po porážce stavovského povstání zkonfiskován. Písemné prameny tvrz však zmiňují až v roce 1623, kdy prunéřovské panství koupil Jaroslav Bořita z Martinic a spojil ho s panstvím ahníkovským. Jeho potomkům patřila obě panství až do roku 1791. Jaroslav Bořita nechal kolem roku 1630 přestavět tvrz na renesanční zámek s projevy některých barokních prvků.
Od roku 1791 zámek patřil rodu Firmianiů, od roku 1840 hrabatům z Wolkensteinu a Trostburku. V roce 1880 ho koupil průmyslník František Preidl, po němž ho zdědil Emanuel Karsch. Oba se podíleli na novorenesanční přestavbě a dalších úpravách, které probíhaly v první čtvrtině dvacátého století. Při jejich úpravách zanikla část barokních i renesančních prvků.
Po roce 1945 byl zámek zkonfiskován a využíván postupně krajskou školou ROH, ředitelstvím dolu Nástup a byla v něm provozovna Družstva invalidů Nisatex. Ve druhé polovině dvacátého století obec Prunéřov ustoupila těžbě hnědého uhlí a samotný zámek byl zbořen v roce 1982.

## Stavební podoba
Podobu původní tvrze neznáme. Při přestavbě Jaroslava Bořity z Martinic získal zámek pozdější dvoukřídlou podobu s půdorysem písmene L. Obě křídla kryly sedlové střechy ukončené třemi štíty, které byly zdobené toskánskými pilastry. Přízemní místnosti byly zaklenuté valenými klenbami a místnosti v patře měly stropy ploché. Hlavním prostorem zámku byla lomená síň s valenou klenbou s lunetami.
Při novorenesančních úpravách bylo přistavěno schodiště do zahrady v severním průčelí a půlválcová věž ve vnitřním nároží obou křídel, ve které byl nový vstup. Do členitého podkroví byly také vestavěny nové obytné prostory. Z původních fasád se zachovala jen korunní římsa.